# Anastasia Guerra
Anastasia Guerra (Castelfranco Veneto, 15 ottobre 1996) è una pallavolista italiana, schiacciatrice della Pro Victoria.

## Carriera

### Club
La carriera di Anastasia Guerra inizia nella stagione 2012-13 quando viene ingaggiata dal Bruel Bassano, in Serie B1, club a cui resta legata per due annate.
Nella stagione 2014-15 entra a far parte del progetto federale del Club Italia, esordendo nella pallavolo professionistica, in Serie A2 nella prima annata e in Serie A1 in quella successiva.
Nella stagione 2016-17 passa al Casalmaggiore, sempre nel massimo campionato italiano, dove resta per due annate, mentre nell'annata 2018-19 si trasferisce in Cina, per giocare nello Shanghai, militante nella Volleyball Super League; già nel dicembre 2018 tuttavia rientra in Europa per problemi contrattuali e nel gennaio successivo viene ingaggiata dalla formazione francese di Ligue A dell'ASPTT Mulhouse, con cui disputa la seconda parte dell'annata 2018-19.
Rientra in Italia per la stagione seguente, ingaggiata dal Chieri '76, in Serie A1, categoria in cui milita anche nell'annata 2020-21, quando si trasferisce al San Casciano. Nella stagione 2021-22 si accasa alla Wealth Planet Perugia, sempre in A1, diventandone capitano a partire dall'annata seguente.
Nella stagione 2023-24 firma per la squadra turca del Muratpaşa Sigorta Shop, in Sultanlar Ligi, mentre l'annata successiva torna di scena nella Serie A1 italiana, vestendo i colori della Pro Victoria.

### Nazionale
Negli anni a Bassano del Grappa fa parte sia della nazionale under 18, con cui si aggiudica la medaglia d'argento al campionato europeo di categoria 2013, sia di quella under 19.
Nel 2015 ottiene le prime convocazioni nella nazionale italiana, debuttando nel corso del Montreux Volley Masters, mentre con la nazionale under 20 vince la medaglia di bronzo al campionato mondiale under 20.

## Palmarès

### Nazionale (competizioni minori)
- Torneo 8 Nazioni under 18 2012
- Campionato europeo under 18 2013
- Campionato mondiale under 20 2015
- Montreux Volley Masters 2018

### Premi individuali
- 2012 - Torneo 8 nazioni under 18 2012: Miglior attaccante
- 2013 - Campionato europeo under 18: MVP